# Bahnhof Nörvenich
Der Bahnhof Nörvenich der Dürener Kreisbahn (DKB) befand sich am westlichen Ortsrand von Nörvenich. Die in den Bahnhof mündenden Eisenbahnstrecken von Kerpen und von Distelrath hatten jeweils ein Einfahrsignal. Am Bahnhof Nörvenich endeten ab 1928 die elektrisch betriebenen Züge von Düren. Die Gleise 1, 2 und 3 des Bahnhofs waren seitdem mit 600 Volt Gleichspannung elektrifiziert.
Nachdem die DKB den Personenverkehr 1963 und den Güterverkehr 1968 eingestellt hatte, wurden die Anlagen des Bahnhofs abgebaut. Heute erinnern das noch erhaltene Empfangsgebäude, die Nörvenicher Bahnhofstraße und die Bushaltestelle „Nörvenich Bahnhof“ an den Schienenverkehr.

## Geschichte
Am 1. Mai 1909 fuhr der erste Personenzug von Distelrath über Nörvenich nach Zülpich. Vor dem planmäßigen Personen- und Güterverkehr wurden ab dem 6. Oktober 1908 bereits Zuckerrüben abtransportiert.
Am 14. Juli 1924 schloss die DKB die Lücke im Schienennetz zwischen Nörvenich und dem etwa 1,7 km entfernten Bahnhof Oberbolheim, dem damaligen Endpunkt der Strecke von Mödrath der zu diesem Zeitpunkt bereits verstaatlichten ehemaligen Bergheimer Kreisbahn. Damit war der Bahnhof auch in Richtung Kerpen angebunden. Obwohl der Kreis Düren ab Anfang 1925 der Besitzer der Strecke war, wurde die Betriebsführung an die damalige Deutsche Reichsbahn übertragen. 1944 erfolgte auch der Eigentumsübergang an die Reichsbahn.
Zunächst wurde der Gesamtverkehr mit Dampflokomotiven betrieben, bevor die Strecke von Distelrath/Merzenich 1928 bis Nörvenich mit 600 Volt Gleichspannung elektrifiziert wurde. Fahrgäste von und nach Zülpich wurden weiterhin mit Dampfzügen befördert und mussten anstatt in Distelrath nun in Nörvenich umsteigen. Ab dem Jahr 1929 bediente die Straßenbahnlinie 7 (Düren Bahnhof – Markt – Distelrath – Nörvenich) den Bahnhof. Die Linie verkehrte etwa alle 1,5 Stunden. Am 25. Oktober 1938 wurden die Dampfzüge von einem Wismar-Schienenbus abgelöst.
Aufgrund der Auswirkungen des Zweiten Weltkriegs musste die DKB den Gesamtverkehr im Februar 1945 einstellen. Zuvor wurden noch zahlreiche Munitionszüge von Köln – Mödrath kommend ab Nörvenich über die DKB-Strecke in Richtung Zülpich geführt.
Nach dem Krieg konnte ab dem 13. August die Strecke von Zülpich in Richtung Düren bis Eschweiler über Feld betrieben werden. Der elektrische Betrieb in die Dürener Innenstadt wurde aufgrund der starken Zerstörung erst Ende 1947 wieder aufgenommen. Vom 15. November 1945 bis zum 16. November 1946 betrieb die DKB auch die Reichsbahnstrecke in Richtung Kerpen bis Langenich – ab dem 15. Januar 1946 auch im Personenverkehr – und ab dem 8. April 1946 bis Kerpen, da wegen gesprengter Brücken über die Erft die Strecke in Richtung Mödrath – Horrem zunächst nicht befahrbar war. Nach der Reparatur fuhren die Reichsbahnzüge wieder von Mödrath nach Nörvenich durch.
Ab dem Jahr 1955 wurde mit der Elektrifizierung der Neffeltalstrecke in Richtung Zülpich begonnen. Die Oberleitung erreichte 1955 Müddersheim und 1957 Sievernich. Hierbei wurde entbehrlich gewordenes Material der 1954 stillgelegten Straßenbahnstrecken nach Lendersdorf und Gürzenich wiederverwendet. Obwohl 1958 der Aufbau der Oberleitung bis Bessenich fortgeschritten war, wurde der Personenverkehr auf der Strecke zwischen Nörvenich und Zülpich-Stadt bereits am 31. Januar 1960 stillgelegt, der Güter- und damit der Gesamtverkehr folgte am 31. Dezember 1962.
Nachdem im Sommerfahrplan 1959 der Reisezugverkehr auf der Strecke in Richtung Kerpen auf ein „Alibizugpaar“ zusammengestrichen worden war, stellte die Deutsche Bundesbahn den Personenverkehr zwischen Nörvenich und Kerpen am 29. Mai 1960 ganz auf Bahnbusse um. Bis zu diesem Zeitpunkt war Nörvenich mit einem Fahrdienstleiter besetzt, der je zur Hälfte von DKB und Bundesbahn finanziell getragen wurde.
Auch auf der elektrisch betriebenen Strecke nach Düren wurden immer mehr Züge durch Busse ersetzt. Ab 1962 fuhren die Züge nur noch in der Hauptverkehrszeit. Am 30. April 1963 wurde der Personenverkehr nach Düren eingestellt. Damit endete im Bahnhof Nörvenich der Personenverkehr. Die Oberleitung wurde daraufhin abgebaut.
Nach der Aufgabe der Strecke nach Zülpich 1962 ging auch der Güterverkehr immer weiter zurück. Auf die Einstellung des Güterverkehrs nach Distelrath am 30. Juni 1968 folgte die Stilllegung der Strecke und damit des Bahnhofs Nörvenich. Bereits zwei Jahre zuvor am 1. September 1966 endete mit dem Güterverkehr der Bundesbahn der Gesamtbetrieb zwischen Nörvenich und Kerpen.

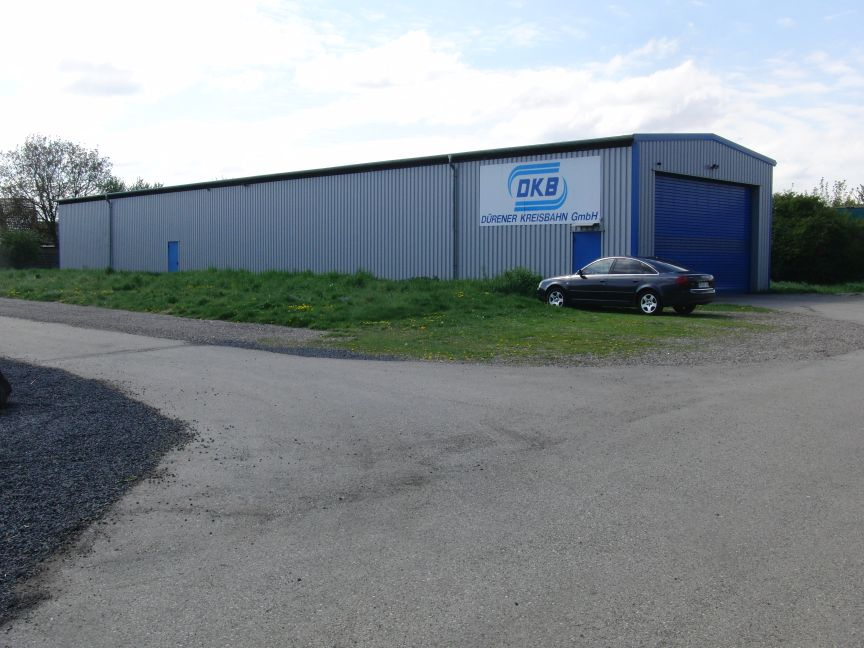
Wagenhalle der DKB in Nörvenich 2014

Für den Busbetrieb der DKB befand sich auf dem ehemaligen Bahngelände eine kleine Abstellhalle für Omnibusse. Nörvenich war auch Dienstort einiger Busfahrer der DKB.
Am 31. Dezember 2019 war der letzte Betriebstag der Dürener Kreisbahn als Busverkehrsbetrieb, seit dem 1. Januar 2020 hat Rurtalbus den kompletten Busverkehr im Kreis Düren übernommen.

## Gegenwart
Das Bahnhofsgebäude ist (Stand 2025) als Wohnhaus erhalten.
Die AVV-Buslinien 208, 212, 228, SB 8, SB 15 des Rurtalbus und die VRS-Buslinie 990 des REVG haben mit der Haltestelle „Nörvenich Alter Bahnhof“ einen Halt in unmittelbarer Nähe des Bahnhofs.
| Linie      | Verlauf |
| ---------- | --- |
| 208        | Düren Kaiserplatz – Distelrath – (Merzenich Rathaus –) Schöne Aussicht – Girbelsrath – Eschweiler über Feld – Nörvenich Alter Bf – Nörvenich Hommelsh. Weg – Hochkirchen – (Irresheim –) Eggersheim – Lüxheim – Gladbach – Müddersheim – Disternich – Sievernich – Bessenich – Zülpich Frankengraben – Adenauerpl./Schulzentr. |
| 212        | Nörvenich Alter Bf – Nörvenich Schlosspark – Oberbolheim – Rath – Wissersheim – Pingsheim – Herrig – Lechenich |
| 228        | Binsfeld – Rommelsheim – Frauwüllesheim – Irresheim – Hochkirchen – Nörvenich Alter Bf |
| SB8        | Schnellbus: Düren Bf/ZOB – StadtCenter – Düren Kaiserplatz – Distelrath – Golzheim – Eschweiler über Feld – Nörvenich Alter Bf – Nörvenich Hommelsh. Weg |
| SB15       | Schnellbus: Froitzheim – Vettweiß – Gladbach – Lüxheim – Eggersheim – Hochkirchen – Nörvenich Hommelsh. Weg – Nörvenich Alter Bf – Eschweiler über Feld – Golzheim – Buir |
| 990 (REVG) | Brühl Mitte (Stadtbahn) – Brühl West – Erftstadt Bf – Liblar – Blessem – Lechenich – Herrig - Pingsheim - Nörvenich Alter Bf |

## Gleise
Der Bahnhof hatte in den 1930er Jahren vier Gleise:
- Gleise 1 und 2: Hauptgleise für Personenzüge (elektrischer Betrieb) von und nach Düren sowie Zülpich (Dieselbetrieb), nutzbare Länge 65 m[9]
- Gleis 3: Hauptgleis für Personenzüge von und nach Kerpen, nutzbare Länge 150 m
- Gleis 4: Nebengleis mit Ladestraße, nutzbare Länge 150 m

Die Gleise 1–3 waren mit elektrischer Oberleitung versehen.
Der Bahnhof hatte ein Stellwerk, von dem aus die Weichen in die Hauptgleise 1–3 und die Einfahrsignale „A“ von Distelrath und „B“ von Oberbolheim bedient wurden.
Die Buir-Bliesheimer Agrargenossenschaft war mit einem Anschlussgleis an den Bahnhof angebunden.